# Zottegem Atletiek

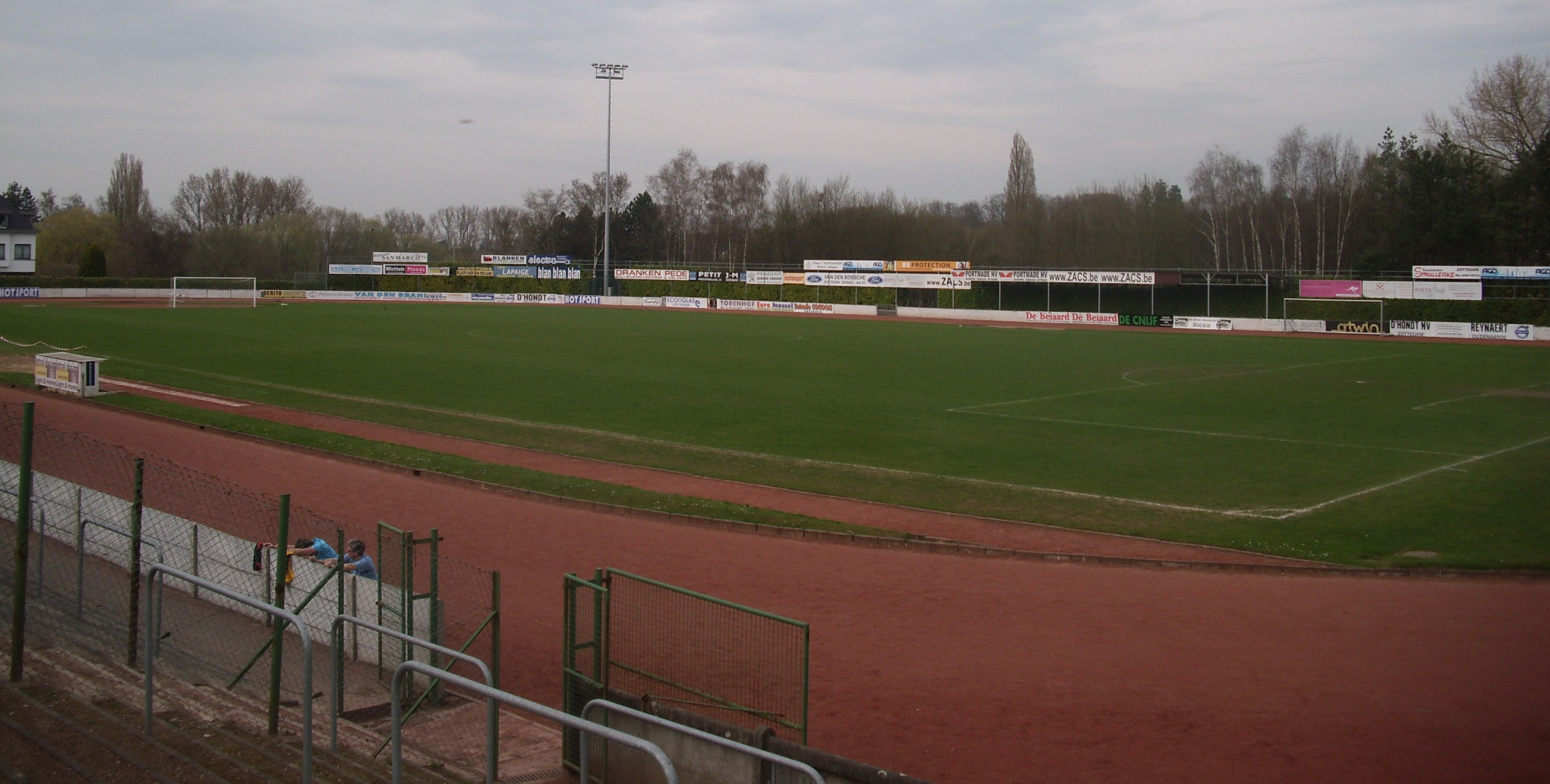
Stedelijk sportstadion Jules Matthijs, thuisbasis van Zottegem Atletiek

Zottegem Atletiek is een atletiekvereniging uit het Belgische Zottegem.
De club werd opgericht op 15 april 1969: in 2009 werd de 50ste verjaardag plechtig gevierd met ontvangst op het Stadhuis. De club traint op het Stedelijk sportstadion Jules Matthijs aan de Bevegemse Vijvers. Zottegem Atletiek organiseert jaarlijks op dit complex een nationale veldloop en jogging. Er wordt een nieuwe tartan atletiekpiste aangelegd. De club neemt deel aan verschillende Vlaamse en Belgische kampioenschappen. Tussen 2016 en 2019 bestond na een interne ruzie in de club een Zottegemse afdeling van de Atletiekclub Geraardsbergen; na 2019 ontstond hieruit de aparte Atletiekacademie Zottegem. Sinds 2024 is Armand Parmentier er trainer.